# Жупкино
Жупкино — деревня в Усадищенском сельском поселении Волховского района Ленинградской области.

## История
На карте Санкт-Петербургской губернии Ф. Ф. Шуберта 1834 года упоминается деревня Жупкина на реке Жупинка.

ЖУПКИНО — деревня принадлежит Казённому ведомству, число жителей по ревизии: 14 м. п., 17 ж. п. (1838 год)

Как деревня Жупкина она отмечена на карте Ф. Ф. Шуберта 1844 года.

ЖУБКИНА — деревня Ведомства государственного имущества, по просёлочной дороге, число дворов — 9, число душ — 22 м. п. (1856 год)

ЖУПКИНО — деревня казённая при реке Жупке, число дворов — 10, число жителей: 30 м. п., 29 ж. п.; Часовня православная. (1862 год)

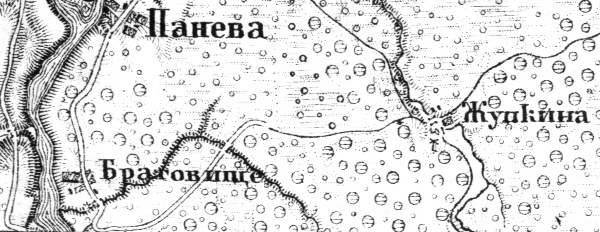
Деревня Жупкино на карте 1872 года

Согласно карте Ф. Ф. Шуберта 1872 года деревня называлась Жупкина, на её южной окраине находилась ветряная мельница.
Согласно епархиальным сведениям 1899 года деревня называлась Жубкино и относилась к приходу Николаевской (Во имя всех святых, Троицкая) церкви при упразднённом Николаевском Гостинопольском монастыре в селе Гостинополье.
В конце XIX — начале XX века деревня административно относилась к Усадище-Спассовской (Усадищской) волости 2-го стана Новоладожского уезда Санкт-Петербургской губернии.
По данным «Памятной книжки Санкт-Петербургской губернии» за 1905 год деревня Жубкино входила в Теребонижское сельское общество.
Согласно военно-топографической карте Петроградской и Новгородской губерний 1915 года деревня называлась Жупкина, в деревне была ветряная мельница.
С 1917 по 1923 год деревня Жубкино входила в состав Усадище-Спасовской волости Новоладожского уезда.
С 1923 года в составе Паневского сельсовета Пролетарской волости Волховского уезда.
С 1924 года в составе Братовищенского сельсовета.
С 1926 года в составе Волховского сельсовета. Согласно данным переписи населения СССР 1926 года в деревне Жупкино проживали 146 человек — все русские.
С 1927 года в составе Волховского района.
В 1928 году население деревни также составляло 146 человек.
С 1930 года в составе Усадищенского сельсовета.
Согласно карте Ленинградской области Северо-западного аэрогеодезического треста ГГУ издания 1932 года деревня Жубкино насчитывала 13 крестьянских дворов.
По данным 1933 года деревня называлась Жубкино и входила в состав Волховского сельсовета Волховского района.
В 1958 году население деревни составляло 20 человек.
С 1963 года в составе Масельгского сельсовета.
По данным 1966, 1973 и 1990 годов деревня Жупкино также входила в состав Усадищенского сельсовета.
В 1997 году в деревне Жупкино Усадищенской волости проживали 2 человека, в 2002 году — постоянного населения не было.
В 2007 году в деревне Жупкино Усадищенского СП — проживал 1 человек.

## География
Деревня расположена в южной части района к югу от автодороги 41К-057 (Ульяшево — Подвязье — Мыслино).
Расстояние до административного центра поселения — 13 км.
Расстояние до ближайшей железнодорожной станции Мыслино — 16 км.
Через деревню протекает река Жупка.

## Демография
| 1838 | 1862 | 1997 | 2007 | 2010 | 2017 |
| ---- | ---- | ---- | ---- | ---- | ---- |
| 31   | ↗59  | ↘2   | ↘1   | ↘0   | ↗3   |

### Национальный состав
Согласно данным Всероссийской переписи населения 2021 года в деревне проживали 4 человека, из них:
 русские — 1 человек, другие национальности — 1 человек, остальные национальность не указали.